# Demon Terror
Pour plus de détails, voir Fiche technique et Distribution.
Demon Terror (Dämonenbrut) est un film allemand réalisé par Andreas Bethmann, sorti en 2000.

## Synopsis
Fuyant la police à la suite d'un braquage de banque qui a mal tourné, un groupe de délinquants décide de se réfugier sur une île supposée déserte, mais l'apparente tranquillité de ce lieu dissimule une horde de créatures démoniaques prêtes à tout pour assouvir leurs pulsions cannibales et mener à bien leurs missions : féconder les femmes avec la semence du démon et asservir les hommes. Les uns après les autres les malfaiteurs seront traqués, bafoués, égorgés et cette île qui devait être un refuge paisible se refermera sur eux comme un tombeau.

## Fiche technique
- Titre : Demon Terror
- Titre original : Dämonenbrut
- Réalisation : Andreas Bethmann
- Scénario : Andreas Bethmann
- Production : Andreas Bethmann
- Budget : 10 000 marks (5 100 euros)
- Musique : Ernst Ellert
- Photographie : Andreas Bethmann
- Pays d'origine : Allemagne
- Format : Couleurs - 2,35:1 - Stéréo - 35 mm
- Genre : Horreur, thriller, érotique
- Durée : 69 minutes / 89 minutes (director's cut) / 130 minutes (version uncut)
- Date de sortie : 1er novembre 2000 (Allemagne)

## Distribution
- Katja Bienert : Maria, la maîtresse des démons
- Thomas Riehn : Riccardo
- Marion Ley : Magdalena
- Anja Gebel : l'otage
- Chrisz Meier : Mike
- Carsten Ruthmann : Antonio
- Petra Quednau : Dämonenbrut
- Tanja Sievers : Liane
- Ingo Poppe : l'ami d'Anita
- Yunisa Frometa : la fille en enfer
- Hendrik Lüttke : le vieil homme
- Tim Berlin : le démon en enfer
- Andreas Schnaas : un démon
- Andreas Bethmann : un soldat
- Erich Amerkamp : un soldat